# كأس العالم الشاطئية 2007
كأس العالم الشاطئية 2007 هو موسم من كأس العالم الشاطئية. أشرف على تنظيمه الاتحاد الدولي لكرة القدم، وكان عدد الأندية المشاركة فيه  16، وفاز فيه منتخب البرازيل لكرة القدم الشاطئية.